# Sarisu (jezero)
Jezero Sarisu (u prijevodu: Žuto jezero) – najveće je jezero u Azerbajdžanu, smješteno u Imišlinskom i Sabirabadskom rajonu, u Kursko-arakskoj nizini.
Jezero Sarisu proteže se duž desne obale rijeke Kure, dugo oko 22 km. Slatkovodno je i napaja se potokom koji teče iz obližnjeg jezera Aggelj, podzemnom vodom i kišnicom. 
Jezero je od naseljenih područja na sjeveru odvojeno cestom, kako bi se spriječilo potencijalno zagađenje. Južni dio jezera zagađen je vodama iz područja vađenja nafte. Protok jezera Sarysu s istoka do rijeke Kure reguliran je hidrološkim objektom izgrađenim u blizini naselja Muradbeyli.
Na obalama ima močvara. Ukupna površina jezera je 65,7 km². Približna količina vode jezera iznosi 60 milijuna m³. Prosječna dubina je 1 – 3 metra; 0,1 – 0,9 metara uz obalu. Porast količine vode uglavnom se primjećuje u proljeće i jesen. Zimi je prosječno trajanje ledenog pokrivača 11 dana. Uglavnom se koristi za ribolov, a dijelom i za navodnjavanje. U jezeru postoje brojne ribe poput šarana. Povoljni uvjeti privlače oko 300 – 350 tisuća ptica, koje dolaze zimi svake godine. Mineralizacija jezera je visoka.
Fauna jezera Sarisu sastoji se uglavnom od riba i divljih svinja. Uz to, ovdje povoljni uvjeti osiguravaju zimovanje za 300 – 350 tisuća različitih vrsta ptica (patke, jarebice, guske, sultanske kokoši, kormorani, sive čaplje) svake godine. Na teritoriju jezera nalaze se neaktivni ribnjaci i groblje iz 16. – 17. stoljeća u blizini naselja Allahmadatli.
Rijeka se ponekad izlije i poplavi. Godine 1976., zbog izlijevanja rijeke Kure, Sarisu se povećao za 3 – 5 puta. U svibnju 2010. ovo je područje zahvatila velika poplava. Obilne kiše uzrokovale su porast razine rijeke Kure za 12 cm i razine Sarisua za 20 cm. Dana 24. svibnja 2010., selo Muradbejli, okruženo Sarisom na jugu i rijekom Kura na sjeveru, potpuno je poplavilo urušavajući branu. Mnoga sela morala su biti evakuirana.
Voda jezera je slabo alkalna. Nema specifičnog mirisa, prozirnost je različita u različitim točkama. Prosječni sadržaj suspendiranih krutina je 66 mg/l. Uzorci vode dobro se filtriraju kroz papirnati filtar. Veliko zasićenje vode kisikom ukazuje na to da je njezino kemijsko stanje zadovoljavajuće. Ukupna mineralizacija jezera je velika. Iako voda ima visoku mineralizaciju i tvrdoću, zbog svojih kemijskih svojstava općenito pripada klasi čiste vode.